# 西山哲平
西山 哲平（にしやま てっぺい、1975年2月22日 - ）は、千葉県柏市出身の元プロサッカー選手、及びサッカー指導者。現役時代のポジションはミッドフィールダー。

## 経歴
1994年サントリーシリーズ最終戦（ヴェルディ川崎戦）にてデビュー。当時平塚の監督であった古前田充は、「2ndステージ（NICOSシリーズ）のために試しておきたかった」とコメントしている。当時絶対的存在であったFW野口幸司のサブとして考えていたようである。デビュー戦では19歳の若者らしい勢いのある突破を見せた。
2003年11月12日の練習中、右足脛腓骨骨折で全治6ヶ月の大怪我を負ったが、2004年9月18日東京ヴェルディ1969戦（味の素スタジアム）に後半29分から出場。
2007年9月15日の川崎フロンターレ戦にてJ通算300試合出場を達成。またその試合ではロスタイムに勝ち越しとなるゴールを決めるもその後川崎に追いつかれたため試合は引き分けに終わっている。
ブラジル留学の経験を持ち、ポルトガル語が堪能なことから、当時大分の監督であったペリクレス・シャムスカの指示を通訳なしで理解していた。シャムスカからは経験とユーティリティ性を買われスーパーサブとして主に起用された。
2009年12月4日、同シーズン限りでの契約満了が発表され、翌2010年1月18日に現役引退を発表した。その後2014年まで大分の強化部スカウト担当を務め、2015年に大分のトップチームのアシスタントコーチに就任。しかし、同年6月にチームの成績不振の影響を受ける形で再び強化担当に配置転換された。その後、当時の強化育成部長の柳田伸明が大分の監督に就任しそれに専念することとなったため、強化育成部長代理をシーズン終了まで務めた。2016年より正式に強化育成部長に就任。2020年からはゼネラルマネージャーとなり、2024年まで計5年間務めた。
2025年、AC長野パルセイロのスポーツダイレクター兼トップチーム強化部長に就任。

## 所属クラブ
- 柏市立西原中学校
- 専修大学松戸高等学校（中退）
- 1992年  クリシューマEC
- 1993年 - 1999年  フジタ/ベルマーレ平塚
- 2000年 - 2001年  モンテディオ山形
- 2002年 - 2009年  大分トリニータ

## 個人成績
| 国内大会個人成績 | 国内大会個人成績 | 国内大会個人成績 | 国内大会個人成績 | 国内大会個人成績 | 国内大会個人成績 | 国内大会個人成績 | 国内大会個人成績 | 国内大会個人成績 | 国内大会個人成績 | 国内大会個人成績 | 国内大会個人成績 |
| 年度             | クラブ           | 背番号           | リーグ           | リーグ戦         | リーグ戦         | リーグ杯         | リーグ杯         | オープン杯       | オープン杯       | 期間通算         | 期間通算         |
| 年度             | クラブ           | 背番号           | リーグ           | 出場             | 得点             | 出場             | 得点             | 出場             | 得点             | 出場             | 得点             |
| 日本             | 日本             | 日本             | 日本             | リーグ戦         | リーグ戦         | リーグ杯         | リーグ杯         | 天皇杯           | 天皇杯           | 期間通算         | 期間通算         |
| ---------------- | ---------------- | ---------------- | ---------------- | ---------------- | ---------------- | ---------------- | ---------------- | ---------------- | ---------------- | ---------------- | ---------------- |
| 1993             | フジタ           |                  | 旧JFL1部         | 0                | 0                | 0                | 0                | 0                | 0                | 0                | 0                |
| 1994             | 平塚             | -                | J                | 17               | 2                | 1                | 0                | 4                | 0                | 22               | 2                |
| 1995             | 平塚             | -                | J                | 25               | 2                | -                | -                | 2                | 0                | 27               | 2                |
| 1996             | 平塚             | -                | J                | 3                | 0                | 5                | 0                | 0                | 0                | 8                | 0                |
| 1997             | 平塚             | 15               | J                | 16               | 1                | 0                | 0                | 2                | 0                | 18               | 1                |
| 1998             | 平塚             | 15               | J                | 24               | 2                | 1                | 0                | 1                | 0                | 26               | 2                |
| 1999             | 平塚             | 11               | J1               | 8                | 0                | 1                | 0                | 1                | 0                | 10               | 0                |
| 2000             | 山形             | 8                | J2               | 36               | 6                | 2                | 1                | 2                | 4                | 40               | 11               |
| 2001             | 山形             | 10               | J2               | 41               | 5                | 2                | 0                | 2                | 0                | 45               | 5                |
| 2002             | 大分             | 7                | J2               | 40               | 4                | -                | -                | 3                | 0                | 43               | 4                |
| 2003             | 大分             | 7                | J1               | 17               | 0                | 3                | 0                | 0                | 0                | 20               | 0                |
| 2004             | 大分             | 7                | J1               | 14               | 1                | 2                | 0                | 0                | 0                | 16               | 1                |
| 2005             | 大分             | 7                | J1               | 22               | 4                | 3                | 0                | 2                | 0                | 27               | 4                |
| 2006             | 大分             | 7                | J1               | 24               | 1                | 3                | 0                | 1                | 0                | 28               | 1                |
| 2007             | 大分             | 7                | J1               | 19               | 1                | 5                | 0                | 1                | 0                | 25               | 1                |
| 2008             | 大分             | 7                | J1               | 11               | 0                | 8                | 0                | 1                | 0                | 20               | 0                |
| 2009             | 大分             | 7                | J1               | 6                | 0                | 3                | 0                | 0                | 0                | 9                | 0                |
| 通算             | 日本             | 日本             | J1               | 206              | 14               | 35               | 0                | 15               | 0                | 256              | 14               |
| 通算             | 日本             | 日本             | J2               | 117              | 15               | 4                | 1                | 7                | 4                | 128              | 20               |
| 通算             | 日本             | 日本             | 旧JFL1部         | 0                | 0                | 0                | 0                | 0                | 0                | 0                | 0                |
| 総通算           | 総通算           | 総通算           | 総通算           | 323              | 29               | 39               | 1                | 22               | 4                | 384              | 34               |

その他の公式戦
- 1995年
  - スーパーカップ 1試合0得点
- J1初得点 - 1994年6月15日 サントリーシリーズ第22節 ヴェルディ川崎戦（平塚競技場）
  - 初得点 - 1994年9月3日 ニコスシリーズ第7節 ガンバ大阪戦（平塚競技場）
- J2初出場 - 2000年3月12日 第1節 大分トリニータ戦（大分市営陸上競技場）
  - 初得点 - 2000年6月11日 第18節 ヴァンフォーレ甲府戦（山梨県小瀬スポーツ公園陸上競技場）

## タイトル
フジタ / ベルマーレ平塚
- ジャパンフットボールリーグ1部：1回（1993年）
- 天皇杯：1回（1994年）
- アジアカップウィナーズカップ：1回（1995年）

大分トリニータ
- Jリーグカップ：1回（2008年）
- J2リーグ：1回（2002年）

## 引退後経歴
- 2010年 - 2024年 大分トリニータ
  - 2010年 - 2014年 強化・育成部 強化担当
  - 2015年 - 同年6月 アシスタントコーチ
  - 2015年6月 強化・育成部 強化担当
  - 2015年7月 - 12月 強化・育成部 部長代理
  - 2016年 強化・育成部 部長
  - 2017年 - 2019年 フットボール事業本部 強化部長
  - 2020年 - 2024年 ゼネラルマネージャー[8]
- 2025年 - AC長野パルセイロ スポーツダイレクター兼トップチーム強化部長